# Vera Farmiga
Vera Ann Farmiga (Clifton, 6 de agosto de 1973), é uma atriz, cineasta, produtora e musicista estadunidense.
Seus créditos no cinema incluem The Manchurian Candidate, Running Scared, The Departed, The Boy in the Striped Pajamas, Orphan, Up in the Air, Source Code, Safe House, The Conjuring, The Conjuring 2 e The Conjuring 3. Entre 2013 e 2017 protagonizou a série de televisão Bates Motel, interpretando Norma Louise Bates.

## Biografia
Vera Ann Farmiga nasceu em Clifton, Nova Jérsia, mas cresceu em Irvington. Ela é filha de imigrantes ucranianos e a segunda mais velha de sete irmãos. Seu pai é Michael Farmiga, um analista de sistemas, e sua mãe é Lubomyra Farmiga (nascida Spas), uma professora. Sua irmã caçula é Taissa Farmiga, atriz que ficou conhecida por atuar na série de televisão American Horror Story. Vera foi criada em uma comunidade ucraniana-americana, ela só aprendeu inglês aos seis anos de idade. Frequentou uma escola católica ucraniana em Newark. Em 1991, graduou-se na Hunterdon Central Regional High School.

## Vida pessoal
Vera conheceu o ator Sebastian Roché enquanto protagonizavam a série de televisão Roar. No mesmo ano, "fugiram" para Bahamas e casaram-se. Após sete anos juntos, se separaram em 2003 e se divorciaram em 2004.
Casou-se com o músico Renn Hawkey (tecladista da banda Deadsy) em uma cerimônia privada no dia 13 de setembro de 2008, quando estava grávida de cinco meses. Em 13 de janeiro de 2009, deu à luz seu primeiro filho, Fynn McDonnell Hawkey, em Rhinebeck, Nova Iorque. Em 4 de novembro de 2010, deu à luz sua primeira filha, Gytta Lubov Hawkey.

### Religião
Vera faz parte do cristianismo não-denominacional. Em uma entrevista em agosto de 2011 com Christianity Today, ela disse: "Eu cresci em uma família católica que virou cristã ucraniana, e que é a fé da minha família meu pai incutiu em mim - de extrema importância e inata em mim é. O anseio de determinar para mim - para definir Deus, para definir a santidade por mim mesma que era o número um lição de meus pais para nós." Ela então acrescentou: "Para [mim], Deus está nos templos e nas igrejas e nos bancos dos parques eu não pertenço a nenhuma igreja em particular, mas eu sou alguém que vai ser capaz de andar em qualquer lugar, de culto, qualquer casa de culto, e tenho uma correspondência direta."

## Filmografia
- Roar (1997)
- Return to Paradise (1998)
- Autumn in New York (2000)
- 15 Minutes (2001)
- Dummy (2002)
- Down to the Bone (2004)
- The Manchurian Candidate (2004)
- Running Scared (2006)
- The Departed (2006)
- Never Forever (2007)
- Joshua (2007)
- The Boy in the Striped Pyjamas (2008)
- Orphan (2009)
- Up in the Air (2009)
- Henry's Crime (2010)
- Higher Ground (2011)
- Source Code (2011)
- Safe House (2012)
- Bates Motel (2013-2017)
- At Middleton (2013)
- The Conjuring (2013)
- The Judge (2014)
- Special Correspondents (2016)
- The Conjuring 2 (2016)
- Burn Your Maps (2016)
- Boundaries (2017)
- The Commuter (2018)
- Boundaries (2018)
- The Front Runner (2018)
- Skin (2018)
- Godzilla: King of the Monsters (2019)
- Annabelle Comes Home (2019)
- When They See Us (2019)
- The Conjuring: The Devil Made Me Do It (2021)
- Hawkeye (2021)
- Origin (2023)
- Ezra (2023)
- The Conjuring: Last Rites (2025)

## Prêmios
- Em 2009, contracenou com George Clooney em Up in the Air,[18] sendo indicada para o Oscar 2010 na categoria de Melhor Atriz Secundária.[19]